# Dreposcia brevipalpis
Dreposcia brevipalpis är en skalbaggsart som först beskrevs av Edmund Reitter 1901.  Dreposcia brevipalpis ingår i släktet Dreposcia, och familjen mycelbaggar. Enligt den finländska rödlistan är arten nära hotad i Finland. Arten har ej påträffats i Sverige. Artens livsmiljö är fjällhedar.